# Rio Afinișul (Nemțișor)
O Rio Afinişul é um rio da Romênia afluente do rio Nemţişor, localizado no distrito de Neamţ.